# Nasalización
La nasalización es un proceso fonético por el cual un sonido que normalmente es oral se pronuncia con el velo del paladar bajado, de manera que, en mayor o menor medida, el aire también escapa a través de la nariz.
En el Alfabeto Fonético Internacional un sonido nasalizado se indica mediante una virgulilla (~) sobre el sonido nasalizado: /ã/, /æ̃/, /ʌ̃/, /ɒ̃/ /ẽ/, /ɛ̃/, /œ̃/, /ə̃/, /õ/, /ɔ̃/, /ɤ̃/, /ĩ/, /ɨ̃/, /ɯ̃/, /ũ/ . En el alfabeto fonético americanista se empleó un diacrítico diferente (ogonek): /ą/, /ę/, /į/, /ǫ/, /ų/, etc.
Nótese que la nasalización puede ser un proceso asimilatorio que no crea distinción fonológica o bien ser un fonema más del idioma. Así, en francés, hay vocales nasales que contrastan con no nasales (distinción entre bon y beau, donde contrasta el rasgo [+nasal] de bon), por lo cual son fonemas distintos. En castellano, en cambio, la nasalización en sílaba trabada con consonantes nasales (como manta) es un proceso asimilativo del rasgo nasal y no existe oposición entre un sonido [a] no nasal y un sonido [ã] nasal (distribución complementaria, es decir, donde aparece [ã] no aparece [a]). En ciertas variedades de esta lengua, como por ejemplo andaluzas o caribeñas, la nasalidad adquiere relevancia fonológica, dado que al contrario de lo que sucede en la mayoría de las demás variedades, la consonante [n] en posición implosiva tiende a "perderse". De esta forma, las palabras "están" [eh'tã] y "está" [eh'ta] pasan a ser pares mínimos. Estas variedades tienen por lo tanto un sistema fonológico vocálico más complejo y extenso que muchas otras.
En portugués la nasalización se usa únicamente sobre la vocal "a" (siendo representada como [ã]) para nasalizar su acento original, en algunas palabras y sílabas como: ção, en español; ción -de información, "informação", "tradução" etc., y ão, en español; "o", -de no y -son; "não" y "são". En el español, la virgulilla es usada para nasalizar la "n", transformándola en la "ñ" y que es apodada como la "eñe", "tilde de la n", "virgulilla de la n" o la "n nasalizada". La "ñ" está reconocida como una letra del alfabeto latino por la RAE.  
Asimismo, hay consonantes nasalizadas (diferentes a las consonantes nasales, como /m/ o /n/, que son puramente nasales, no sale aire por la boca) que contrastan con otras consonantes puramente orales. Por ejemplo, algunos idiomas arábigos meridionales tienen fricativas nasalizadas, como [z̃]. La virgulilla se usa para indicar fonemas completamente nasalizados, aunque también existen prenasalizadas (ⁿX) y postnasalizadas (Xⁿ, relajación nasal).